# Wet van Gresham

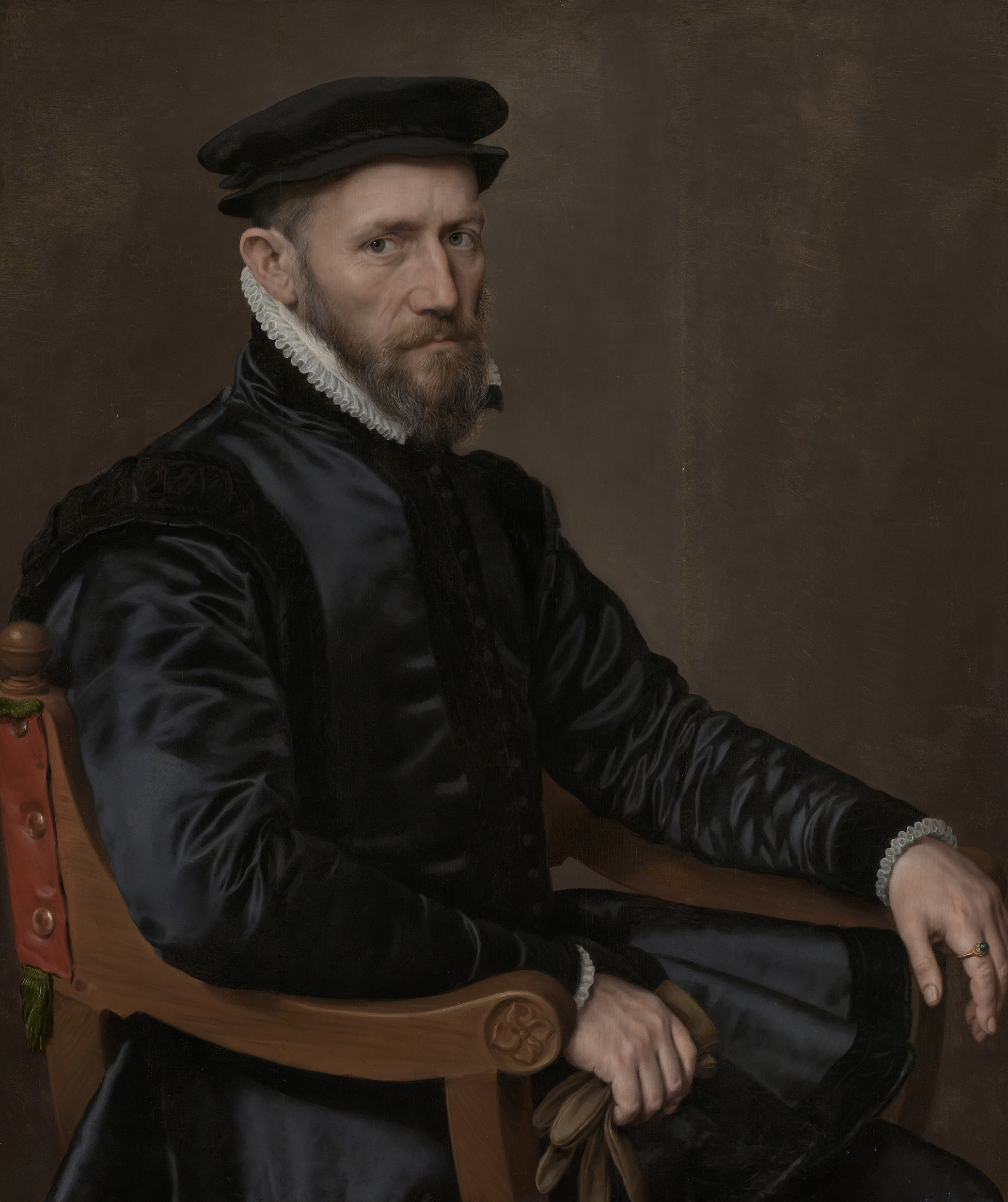
Thomas Gresham

De wet van Gresham is een empirische stelregel uit de monetaire economie en stelt dat "Het slecht geld het goed geld uit omloop verdrijft". Het werd toegeschreven aan Sir Thomas Gresham (1519 -1579) nadat hij in 1558 een brief had geschreven aan koningin Elisabeth I met daarin het citaat “bad money drives out good money”. Dit fenomeen was al vóór hem vastgesteld maar zijn schriftelijke uitspraak bleef het meeste bekende bij het volk. Hij was een Engelse koopman en financier en speelde een sleutelrol bij de oprichting van de Londense beurs Royal Exchange, waarbij hij als eerste een voorstel van egalisatiefonds op tafel legde om de Britse pond te stabiliseren.
Zijn stelling is dat het "goed geld" een voordeel bevat tegenover het "slecht geld", waardoor het goede geld opzij wordt gehouden en het slechte geld wordt uitgegeven. Het werd aanvankelijk gedoeld op een (bewuste of onbewuste) daling van intrinsieke waarde van soortgelijke nieuwe circulatiemunten; vaak edelmetaal zoals goud en zilver dat plots minder edelmetaal bevatte of werd vervangen door goedkopere legering (dit wordt aangeduid als slecht geld). De oude nog in omloop met een hoger percentage aan edelmetaal (aangeduid als goed geld) werd door het slechte geld verdreven uit circulatie omdat iedereen het goede geld oppotte.
Deze uitspraak werd onder meer ook opgemerkt door Aristophanes, Nicolaas van Oresme en Nicolaas Copernicus. In Polen werd deze stelling "Wet van Copernicus-Gresham" genoemd.

## Ruime interpretatie
De benaming slecht en goed is echter maar een naamgeving om de stelling te duiden. Zowel goed geld als slecht geld is een wettig betaalmiddel met evenveel betaalkracht. In de praktijk blijkt dat de Wet van Gresham eeuwen nadat deze is opgesteld nog steeds volop van toepassing in onze moderne monetaire tijd. Geld met de laagst ingeschatte waarde blijft in circulatie en dat met de hoogst ingeschatte waarde wordt uit circulatie gehouden.
| Potentiële reden   | Goed geld (bijhouden) | Slecht geld (uitgeven) |
| ------------------ | --- | --- |
| Metaalwaarde       | Het edelmetaal van de munt kent plots meer waarde dan de nominale waarde van de circulatiemunt. Voorbeeld was toen 5 Belgische frank dat plots 15 BEF in zilverwaarde had toen het nog een wettig betaalmiddel was. Iedereen hield deze bij in plaats van uit te geven voor maar 5 BEF. | Het nieuwe geld dat wordt bijgemaakt met dezelfde nominale waarde is plots in nikkel vervaardigd door kostprijsbeheersing. Dit metaal is minder waard dan de nominale waarde op de munt en iedereen zal met deze willen betalen. |
| Fysiek uiterlijk   | Een bankbiljet dat ongekreukt is zal het laatste worden uitgeven of zelfs bewaard worden. | Een bankbriefje met veel sporen van gebruik zoals bevuiling plooien of scheuren zal iedereen zo snel mogelijk willen uitgeven.                                                                                                   |
| Zekerheid          | Munten met betere echtheidskenmerken zullen populairder zijn om op te potten en te ontvangen. Vervalsing is veel moeilijker. | Minder beveiligde bankbriefjes zijn niet zo interessant om te ontvangen maar zullen ook sneller worden uitgegeven. Er is te veel risico om een vals exemplaar te bezitten.                                                       |
| Collector's item   | Gegeerde landen met euro’s zoals Vaticaanstad, Monaco en San Marino worden uit circulatie gehouden. Net zoals herdenkingsmunten. Deze zijn dan duurder ondanks ze een wettig betaalmiddel zijn.                                                                                         | Sommige landen zijn onpopulair dat niemand ze verzamelt en links laat liggen. Op vakantie zal iedereen ervoor zorgen dat er zo weinig mogelijk van overblijven.                                                                  |
| Zeldzaamheid       | Sommige euromuntstukken komen nooit in omloop doordat er minder van gemaakt zijn. Zodra iemand deze opmerkt wordt dit opgepot. | Munten in groot aantal aangemunt zijn zo frequent dat niemand ze verzamelt en volop in circulatie komen. |
| Metaalvermindering | In het verleden hebben vorsten meermaals muntverwakking doorgevoerd. Het land verving in stilzwijgen de circulerende munten voor nieuwe munten als een soort besparing. Deze werden omgesmolten om al het zilver en goud eruit te halen om zuivere winst te maken.                      | Bij aanmunting van nieuwe circulatiemunten hebben vorsten in het geniep het edelmetaal verlaagd. Hierdoor daalde de intrinsieke waarde van een munt en werden ze als nieuwe munt gebruikt in circulatie.                         |
| Ontmunting         | In periode waarbij twee munteenheden samen in circulatie waren, zoals de overstap van nationale geld naar euro, zal iedereen het nieuwe geld liefst nog op zak houden. | Uitdovende nationale muntstukken zoals Nederlandse gulden & Belgische frank wou iedereen zo snel mogelijk als eerste kwijt omdat het later geen wettig betaalmiddel meer is.                                                     |

## In de praktijk
De Wet van Gresham deed zich in de geschiedenis al meermaals voor. Tot op vandaag zijn er nog veel oude munten met edelmetaal te vinden maar zijn er ook al veel omgesmolten. Sommige worden gezien als beleggingsmunt en andere hebben enkel een verzamelwaarde of metaalwaarde. 

### Muntverzwakking
De Wet van Gresham is een logisch gevolg van muntverzwakking. Het mag niet worden vergeleken met muntontwaarding. Bij muntontwaarding wordt de "valuta van de munt" gedegradeerd en bij muntverzwakking het "metaal van de munt".

### Grootste zilvercrisis ooit
Tussen 1979 en 1980 sloten Nelson Bunker Hunt en zijn broer William Herbert Hunt vele termijncontracten af en eisten ze op de vervaldag effectieve levering van het zilver wat niet gebruikelijk was. Er ontstond een tekort en de zilverprijs schoot pijlsnel de hoogte in van 9 dollar naar liefst 52 dollar in die tijd.

### Nederland
Een voorbeeld in Nederland zijn ook de Nederlandse zilveren gulden; deze werden omstreeks 1968 vervangen door nikkel omdat ze in het zilver te duur werden om te produceren. Enkel de nikkelgulden werden dan nog in het betalingsverkeer gebruikt, de zilveren werden opgepot.

### België
In België werden twee miljoen exemplaren geslagen van 500 Belgische frank 1980 ter gelegenheid van 150e verjaardag van de onafhankelijkheid. Deze munten werden massaal opgepot maar niemand wist dat hun legering bestond uit koper-nikkel verzilverd. Deze munten werden echter ontmunt in 1990 en amper 10% is terug ingeleverd. Het goede geld bleek het slechte geld te zijn; het was geen wettig betaalmiddel meer en het had amper zilverwaarde. De Wet van Gresham was een maat voor niet geweest door een inschattingsfout.

### Canada
Zilveren munten werden in Canada vanaf 1968 vervangen door goedkopere legeringen zodra de intrinsieke waarde dreigde hoger te komen dan de nominale waarde vermeld op de munten. 

### Amerika
Ook in de Verenigde Staten anno 1964 werden alle kleine zilveren reeksen vervangen in goedkopere legeringen. Het volk hield ze achter maar om de productie niet te moeten stilleggen werden goedkopere legeringen gebruikt voor o.a.:
- 10 cent dimes
- 25 cent quarters
- vanaf 1971 ook halve dollars

## Edelmetaal versmelten

### Verleden
Vroeger werd het zilver en goud als een standaardwaarde vastgesteld. Vorsten hadden zo het idee dat munten altijd een correcte waarde zouden hebben. De nominale waarde kwam immers overeen met hun intrinsieke waarde. Maar deze standaard kon niet blijven duren en de goud -en zilverprijs mochten weer zweven en prijzen stegen de hoogste in. Op zo'n moment kon de productie voor circulatiemunten niet standhouden met goud en zilver als legering. Dit was de fase waarin de Wet van Gresham toesloeg.

### Heden
Dergelijke munten worden sinds de jaren 70 alleen nog maar geslagen als verzamelaarsmunten en Beleggingsmunten. Vanaf dat moment begonnen ook vele mensen hun gouden munten & zilver munten te verkopen aan handelaars en numismaten. Zij lieten de courante versmelten aan de goud en zilverprijs maar hielden de duurdere opzij; wat vandaag de dag nog steeds standhoudt. De prijzen van het edelmetaal staat zo hoog dat gewone courante gouden -en zilvermunten geen verzamelwaarde meer kennen maar enkel de waarde hebben van het edelmetaal. De overige worden verkocht iets boven de goud -en zilverprijs in muntenbeurzen.

## Invoering van euro
Tijdens de overgangsperiode van de nationale valuta naar de gezamenlijke euro heeft de "Wet van Gresham" zich in de eurozone ook voorgedaan. Iedereen hield het nieuwe geld (het goed geld) op zak en gaf enkel zijn oude nationale valuta (het slecht geld) uit. Vóór de start van de euro (op 1 januari 2002) hebben banken & postkantoren de mini eurokit uitgegeven om mensen al vertrouwd te maken met hun nieuwe munteenheid. Het totale bedrag werd dan omgerekend naar de nationale valuta om dit pakket aan te schaffen. Nog vóór de start kon iedereen de nieuwe munt opnemen als verzamelobject. Later bleek dat mensen de eerste dagen de euro's toch massaal begonnen te verzamelen.

## Boeken en erkenningen
Gresham vermeldde destijds zijn bevindingen zelf in een brief gericht aan koningin Elizabeth I. Ze had net de troon bestegen en besteedde direct aandacht aan het muntwezen nadat hij dit attendeerde. Aanleiding was het vervangen van 40 procent van het zilvergehalte van de Britse shilling in waardeloos metaal door Henry VIII. Een vorm van muntverzwakking. De oude shillings werden verzameld en de nieuwe als geld gebruikt. Elizabeth I ontwikkelde een plan voor het herstel van het deugdelijk geld.

### Henry Dunning Macleod

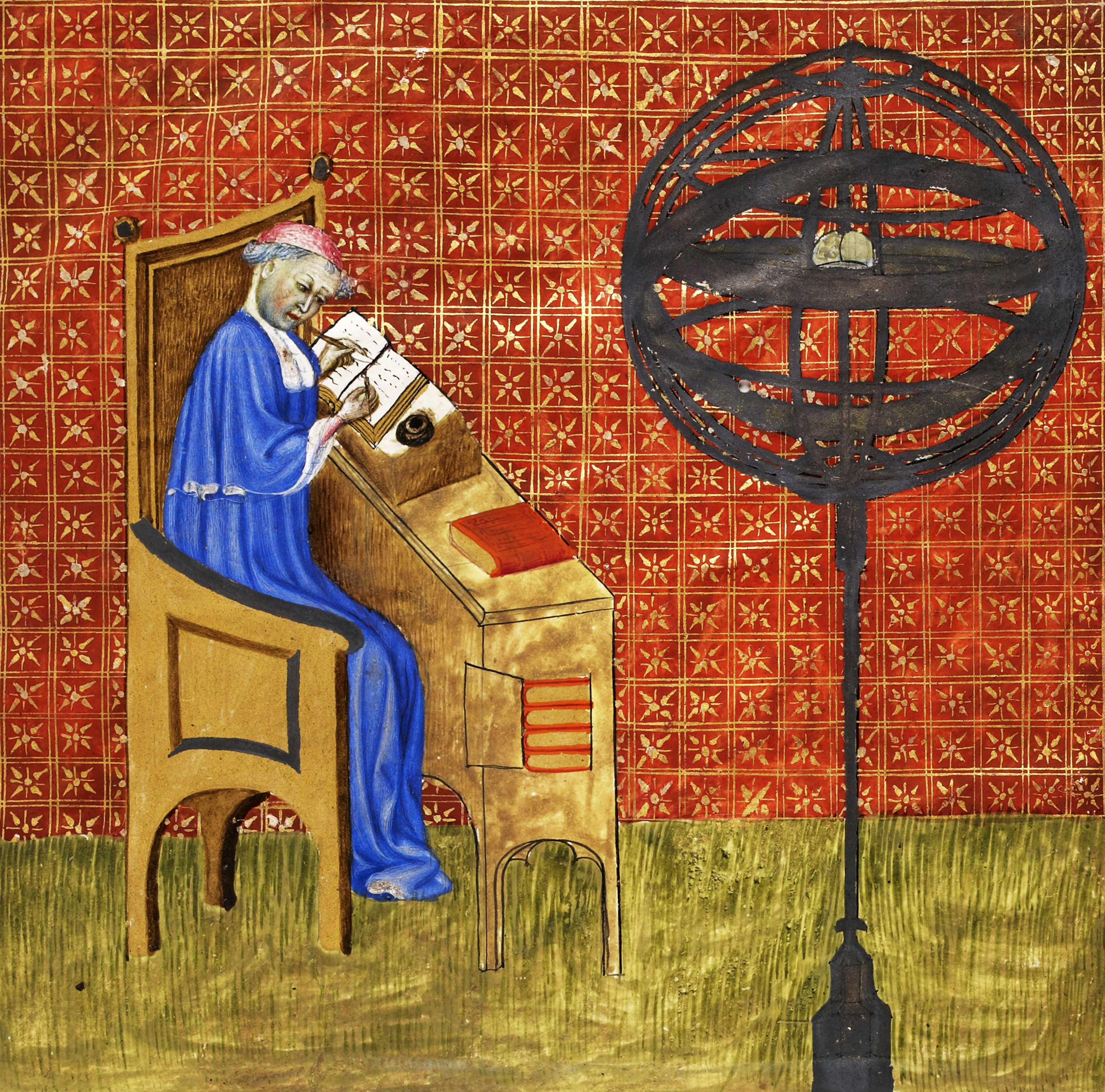
Nicolaas van Oresme beschreef al de reacties van mensen op geld van wisselende kwaliteit

De uitdrukking "Wet van Gresham" dateert uit 1858 toen de Schotse econoom Henry Dunning Macleod (1821-1902) besloot het fenomeen dat "goed geld wordt verdreven door slecht geld" te vernoemen naar Thomas Gresham. Macleod schreef dat dit verschijnsel weliswaar ook al eerder was waargenomen maar dat Gresham dit als eerste in noodzakelijke verband zag.
Macleod vermeldde in 1858 ook dat in 407 v.Chr. op het Griekse schiereiland Peloponnesos de aloude en veelgeroemde Attische munt ook werd vervangen door een munt van minder kwaliteit. De oude munt verdween ook direct uit circulatie en werd ook opgepot.

### Theognis van Megara
Theognis, een Griekse dichter die leefde in de tweede helft van de 6e eeuw v.Chr., vermeldde: dat legeringen van goud en zilver eenvoudig worden ontdekt door slimme mensen en dat niemand een slechter ruilmiddel accepteert als er een betere voorhanden is.

### Nicolaas van Oresme
Nicolaas van Oresme vernoemde in zijn "verhandeling over oorsprong, aard, recht en vervalsing van munten" (Tractatus de origine, natura, iure et mutationibus monetarum) uit 1355 ook het verschijnsel en brengt in het boek een uitgebreid betoog over muntvervalsingen door verlaging van het gehalte edelmetaal. Hij sloot zich hierdoor aan bij al lang bestaande kennis van tijdgenoten Eduard III en Richard II.

### John Hales
John Hales (overleden in 1571) schreef het werk A discourse on the Common Weal of this Realm of England waarin hij verwijst naar proclamaties waarin het circuleren van oude gouden munten boven een zekere prijs worden verboden. Dat verbod zou dergelijke munten bijgevolg uit circulatie halen en hiermee onbereikbaar zijn voor het publiek.

### China
Ook in het vroegere China werd het fenomeen al opgemerkt. De neo-Confucianism Yeh Shih (1150-1223) wees erop dat tekort aan muntgeld niet vervangen kan worden met papiergeld uit vrees dat munten dan nog meer zullen opgepot worden. Schrijver Yuan Hsieh betoogde dat geldschepping van ijzergeld naast kopergeld en papiergeld het koper nog duurder zou maken, waardoor kopergeld nog meer gegeerd zal worden. Ook de vroeg-twintigste-eeuwse auteur Chen Huan-Chang verwees naar Yuan Hsieh omdat de Wet van Gresham zich in de praktijk wel degelijk kan voordoen en niet alleen tot het theoretische blijft.

## Uitzondering
Er bestaan ook een paar uitzonderingen in onze geschiedenis waarbij het slechte geld het goede niet verdreef. Deze bevindingen liepen samen in de tijd toen Gresham zijn stelling naar vore schoof. Dit deed destijds zijn algemene vaststelling geen eer aan. Voorbeeld zijn de verschillende munten die tegen korting of opslag toch gezamenlijk circuleerden. De Spaanse dollar circuleerde in de Verenigde Staten lange tijd gezamenlijk met Amerikaanse dollarmunten en wel met een opslag van een kwart tot één procent. Die Spaanse munt bevatte 373,5 grains zilver; de dollar slechts 371,25 grains. Hier vond vrije koersvorming plaats op basis van het gewicht edelmetaal en dreef de ene munt niet de andere uit omloop.